# Barbara Barrie
Barbara Barrie (* 23. Mai 1931 in Chicago, Illinois als Barbara Ann Berman) ist eine US-amerikanische Schauspielerin und Kinderbuchautorin.

## Leben
Barrie wurde als Barbara Ann Berman in Chicago, Illinois, USA geboren und ist die Tochter von Frances Rose (geborene Boruszak) und Louis Berman. Sie ist jüdischer Herkunft und wurde in Texas großgezogen.
Barrie ist Witwe und Mutter zweier Kinder, Aaron und Jane. Mit ihrem Ehemann Jay Harnick war sie von 1964 bis zu seinem Tod 2007 verheiratet. Er war der Bruder des Musicalschreibers Sheldon Harnick (Anatevka). Barrie wurde erfolgreich gegen Darmkrebs behandelt und verfasste Memoiren mit dem Titel Second Act: Life After Colostomy and Other Adventures (auf Deutsch: Zweiter Akt: Leben nach Kolostomie und andere Abenteuer).

## Karriere
Barbara Barrie hatte eine lange Karriere auf der Bühne und in Film und Fernsehen. Sie erhielt 1964 den Prix d'interprétation féminine bei den Filmfestspielen in Cannes (gemeinsam mit Anne Bancroft) für ihre Rolle in Ruf nicht zu laut. Weitere bedeutende Rollen waren die der Großmutter von Susan (Brooke Shields) in der Sitcom Susan und die der Ehefrau von Hal Linden in Barney Miller. 2000 hatte Barrie eine kleine Rolle in der Serie Dead Like Me – So gut wie tot.
Barbara Barrie ist außerdem Autorin zweier von den Kritikern gefeierten Jugendromane: Lone Star (1989) und Adam Zigzag (1995).

## Filmografie (Auswahl)

### Fernsehen
- 1961–1964: Preston & Preston (The Defenders, 3 Folgen)
- 1963: Die Leute von der Shiloh Ranch (The Virginian)
- 1963: Unglaubliche Geschichten ( Amazing Stories)
- 1965: Auf der Flucht (The Fugitive)
- 1967: Der Chef (Ironside)
- 1967: Invasion von der Wega (The Invaders)
- 1975: Bronk
- 1975–1978: Barney Miller (37 Folgen)
- 1979: Lou Grant
- 1979: Roots – Die nächsten Generationen (Roots: The Next Generations)
- 1979: Weißes Haus, Hintereingang (Backstairs at the White House, 4 Folgen)
- 1982–1983: Detektei mit Hexerei (Tucker’s Witch, 13 Folgen)
- 1984: Trapper John, M.D.
- 1984–1985: Double Trouble (15 Folgen)
- 1988–1990: Die besten Jahre (thirtysomething, 2 Folgen)
- 1992: Law & Order
- 1996–2000: Susan (93 Folgen)
- 2003: Law & Order: Special Victims Unit
- 2004: Dead Like Me – So gut wie tot (Dead Like Me)
- 2007: Pushing Daisies
- 2009: Army Wives
- 2010: Nurse Jackie

### Film
- 1956: Giganten (Giant)
- 1963: Frauen, die nicht lieben dürfen (The Caretakers)
- 1964: Ruf nicht zu laut (One Potato, Two Potato)
- 1979: Vier irre Typen – Wir schaffen alle, uns schafft keiner (Breaking Away)
- 1980: Schütze Benjamin (Private Benjamin)
- 1987: Wahre Männer (Real Men)
- 1988: Rivalen der Liebe (After the Rain)
- 1999: 30 Days
- 1999: Judy Berlin
- 2023: The Magnificent Meyersons

## Auszeichnungen
- 1964: Preis als beste Darstellerin bei den Internationalen Filmfestspielen von Cannes für Ruf nicht zu laut
- 1970: Nominierung für den Tony Award als beste Darstellerin in einem Musical für Company (von Stephen Sondheim)
- 1980: Nominierung für den Oscar als beste Nebendarstellerin für Vier irre Typen – Wir schaffen alle, uns schafft keiner